# 東経12度線
東経12度線（とうけい12どせん）は、本初子午線面から東へ12度の角度を成す経線である。北極点から北極海、ヨーロッパ、地中海、アフリカ、大西洋、南極海、南極大陸を通過して南極点までを結ぶ。東経12度線は、西経168度線と共に大円を形成する。

## 通過する地域一覧
東経12度線は、北極点から南極点まで南に向かって以下の場所を通っている。
| 地理座標                                             | 国土・領土・領海 | 備考 |
| ---------------------------------------------------- | ---------------- | --- |
| 北緯90度0分 東経12度0分 / 北緯90.000度 東経12.000度  | 北極海           | |
| 北緯79度44分 東経12度0分 / 北緯79.733度 東経12.000度 | ノルウェー       | スピッツベルゲン島、プリンス・カール・フォーランド島（スヴァールバル諸島）                                                                         |
| 北緯78度13分 東経12度0分 / 北緯78.217度 東経12.000度 | 大西洋           | |
| 北緯67度29分 東経12度0分 / 北緯67.483度 東経12.000度 | ノルウェー       | ロスト島（英語版） |
| 北緯67度28分 東経12度0分 / 北緯67.467度 東経12.000度 | 大西洋           | ノルウェー海 |
| 北緯65度43分 東経12度0分 / 北緯65.717度 東経12.000度 | ノルウェー       | ヴェーガ島 |
| 北緯65度38分 東経12度0分 / 北緯65.633度 東経12.000度 | 大西洋           | ノルウェー海 |
| 北緯65度14分 東経12度0分 / 北緯65.233度 東経12.000度 | ノルウェー       | |
| 北緯63度17分 東経12度0分 / 北緯63.283度 東経12.000度 | スウェーデン     | 約4km |
| 北緯63度15分 東経12度0分 / 北緯63.250度 東経12.000度 | ノルウェー       | |
| 北緯59度54分 東経12度0分 / 北緯59.900度 東経12.000度 | スウェーデン     | ヨーテボリを通過 |
| 北緯57度21分 東経12度0分 / 北緯57.350度 東経12.000度 | カテガット海峡   | |
| 北緯56度1分 東経12度0分 / 北緯56.017度 東経12.000度  | デンマーク       | シェラン島、ファルスター島 |
| 北緯54度43分 東経12度0分 / 北緯54.717度 東経12.000度 | バルト海         | メクレンブルク湾 |
| 北緯54度10分 東経12度0分 / 北緯54.167度 東経12.000度 | ドイツ           | メクレンブルク＝フォアポンメルン州 ブランデンブルク州 ザクセン＝アンハルト州 - ライプツィヒのすぐ西を通過 テューリンゲン州 ザクセン州 バイエルン州 |
| 北緯47度37分 東経12度0分 / 北緯47.617度 東経12.000度 | オーストリア     | |
| 北緯47度3分 東経12度0分 / 北緯47.050度 東経12.000度  | イタリア         | トレンティーノ＝アルト・アディジェ州 ヴェネト州 エミリア＝ロマーニャ州 トスカーナ州 ウンブリア州 ラツィオ州                                        |
| 北緯41度59分 東経12度0分 / 北緯41.983度 東経12.000度 | 地中海           | マレッティモ島（英語版）（ イタリア）のすぐ西を通過                                                                                                |
| 北緯36度49分 東経12度0分 / 北緯36.817度 東経12.000度 | イタリア         | パンテッレリーア島 |
| 北緯36度44分 東経12度0分 / 北緯36.733度 東経12.000度 | 地中海           | |
| 北緯33度0分 東経12度0分 / 北緯33.000度 東経12.000度  | リビア           | |
| 北緯23度31分 東経12度0分 / 北緯23.517度 東経12.000度 | ニジェール       | |
| 北緯13度10分 東経12度0分 / 北緯13.167度 東経12.000度 | ナイジェリア     | |
| 北緯7度30分 東経12度0分 / 北緯7.500度 東経12.000度   | カメルーン       | |
| 北緯2度17分 東経12度0分 / 北緯2.283度 東経12.000度   | ガボン           | |
| 南緯2度20分 東経12度0分 / 南緯2.333度 東経12.000度   | コンゴ共和国     | |
| 南緯2度57分 東経12度0分 / 南緯2.950度 東経12.000度   | ガボン           | |
| 南緯3度9分 東経12度0分 / 南緯3.150度 東経12.000度    | コンゴ共和国     | 約9km |
| 南緯3度14分 東経12度0分 / 南緯3.233度 東経12.000度   | ガボン           | |
| 南緯3度25分 東経12度0分 / 南緯3.417度 東経12.000度   | コンゴ共和国     | |
| 南緯5度1分 東経12度0分 / 南緯5.017度 東経12.000度    | 大西洋           | |
| 南緯15度36分 東経12度0分 / 南緯15.600度 東経12.000度 | アンゴラ         | |
| 南緯17度10分 東経12度0分 / 南緯17.167度 東経12.000度 | ナミビア         | |
| 南緯18度22分 東経12度0分 / 南緯18.367度 東経12.000度 | 大西洋           | |
| 南緯60度0分 東経12度0分 / 南緯60.000度 東経12.000度  | 南極海           | |
| 南緯69度56分 東経12度0分 / 南緯69.933度 東経12.000度 | 南極大陸         | ドローニング・モード・ランド（ ノルウェーが領有権を主張）                                                                                          |